# Lijst van rijksmonumenten in Budel-Dorplein
De plaats Budel-Dorplein telt 13 inschrijvingen in het rijksmonumentenregister. Hieronder een overzicht.
| Object                                                | Oorspronkelijke functie? | Bouwjaar                  | Architect | Locatie                            | Coördinaten?                  | Nr.?   | Afbeelding                |
| ----------------------------------------------------- | ------------------------ | ------------------------- | --------- | ---------------------------------- | ----------------------------- | ------ | ------------------------- |
| Pand met dubbel woonhuis                              | Woonhuis                 | 1895                      |           | Theo Stevenslaan 26                | 51° 14' 6" NB, 5° 35' 37" OL  | 518875 | Pand met dubbel woonhuis  |
| Schuurtje staat nabij de achtergevel van het woonhuis | Boerderij                | 1895                      |           | Theo Stevenslaan bij 26            | 51° 14' 6" NB, 5° 35' 37" OL  | 518876 | Upload foto               |
| Dubbel woonhuis                                       | Woonhuis                 | 1895                      |           | Hoofdstraat 65-67                  | 51° 14' 10" NB, 5° 35' 47" OL | 518877 | Meer afbeeldingen         |
| Villa                                                 | Woonhuis                 | 1902                      |           | Hoofdstraat 78                     | 51° 14' 11" NB, 5° 35' 35" OL | 518878 | Meer afbeeldingen         |
| Hotel St. Joseph                                      | Horeca                   | 1896-1898                 |           | Hoofdstraat 79-80                  | 51° 14' 11" NB, 5° 35' 29" OL | 518879 | Meer afbeeldingen         |
| De Witte Villa                                        | Woonhuis                 | 1898                      |           | Hoofdstraat 104                    | 51° 14' 11" NB, 5° 35' 18" OL | 518880 | Meer afbeeldingen         |
| Voormalige pastorie                                   | Kerkelijke dienstwoning  | 1898 (bouw) 1915 (uitbr.) |           | Marialaan 49                       | 51° 14' 9" NB, 5° 35' 35" OL  | 518881 | Voormalige pastorie       |
| Dubbele woonhuis                                      | Woonhuis                 | 1895                      |           | Hoofdstraat 61, Theo Stevenslaan 8 | 51° 14' 10" NB, 5° 35' 50" OL | 518882 | Dubbele woonhuis          |
| Gevangenisgebouwtje                                   | Gerechtsgebouw           | 1898                      |           | Nabij zinkfabriek                  | 51° 14' 3" NB, 5° 35' 32" OL  | 518883 | Gevangenisgebouwtje       |
| De warande                                            | Woonhuis                 | 1926                      |           | Theo Stevenslaan 37                | 51° 13' 58" NB, 5° 35' 24" OL | 518884 | De warande                |
| Twee onder een kap woning                             | Woonhuis                 | 1915                      |           | Rector van Nestestraat 185-186     | 51° 14' 10" NB, 5° 34' 56" OL | 518886 | Twee onder een kap woning |
| Dubbele woonhuis                                      | Woonhuis                 | 1895                      |           | Hoofdstraat 76-77                  | 51° 14' 11" NB, 5° 35' 37" OL | 518889 | Dubbele woonhuis          |
| Schuurtje                                             | Boerderij                | 1895                      |           | Theo Stevenslaan bij 26            | 51° 14' 6" NB, 5° 35' 37" OL  | 525598 | Upload foto               |